# Circaetus haemusensis
Espèce
Circaetus haemusensis est une espèce fossile d'oiseaux accipitriformes de la famille des Accipitridae.

## Aire de répartition
Ce circaète a été découvert à Varchets, une station thermale du Nord-Ouest de la Bulgarie.

## Paléoenvironnement
Il vivait à l'époque géologique du Pléistocène, plus précisément du Pléistocène inférieur (Villafranchien moyen).

## Étymologie
L'épithète spécifique, composée de haemus et du suffixe grec -ensis (« qui vit dans, qui habite »), est nommée en référence au lieu de sa découverte : Haemus (en) (qui est l'ancien nom du Grand Balkan).

## Taxinomie
Cette espèce a été décrite en 2015 par le paléo-ornithologue (en) bulgare Zlatozar Boev. La localité type est Varchets, en Bulgarie.